# Tom Morrison
Tom Morrison, de son nom de naissance Thomas William Morrison est un homme politique britannique libéral-démocrate qui est député de Cheadle depuis 2024.
Morrison est auparavant conseiller municipal de Cheadle Hulme North. Il siège au sein du comité de police, d'incendie et de criminalité du Grand Manchester en sa qualité de conseiller.